# Echium rosulatum
Echium rosulatum é uma espécie de planta com flor pertencente à família Boraginaceae. 
A autoridade científica da espécie é Lange, tendo sido publicada em Ind. Sem. Hort. Haun. (1854) 22.
Os seus nomes comuns são marcavala-preta ou cardo-das-víboras.

## Portugal
Trata-se de uma espécie presente no território português, nomeadamente os seguintes táxones infraespecíficos:
- Echium rosulatum subsp. rosulatum - presente em Portugal Continental. Em termos de naturalidade é endémica da Península Ibérica. Não se encontra protegida por legislação portuguesa ou da Comunidade Europeia.
- Echium rosulatum subsp. davaei - presente em Portugal Continental. Em termos de naturalidade é endémica da região atrás referida. Não se encontra protegida por legislação portuguesa ou da Comunidade Europeia.